# Морфология башкирского языка
Морфология башкирского языка — раздел науки, изучающий структуру значимых единиц башкирского языка и закономерности построения в нём правильных осмысленных речевых отрезков.
Башкирский язык относится к агглютинативным языкам. В соответствии с правилами агглютинации в башкирском языке для образования формы множественного числа родительного падежа существительного со значением принадлежности к корню или основе присоединяется аффикс множественного числа, затем притяжательный аффикс и аффиксы падежей: дуҫ («друг») — дуҫ-тар («друзья») — дуҫ-тар-ыбыҙ («наши друзья») — дуҫ-тар-ыбыҙ-ҙың («у наших друзей»), китап-тар-ға («книгам»; аффикс -тар- выражает значение мн. ч., аффикс -ға — значение направительного падежа).

## История
Современное башкирское языкознание занимается изучением актуальных проблем башкирского языка. Написаны фундаментальные работы по грамматическому строю, лексическому составу и фразеологии, а также диалектологии и лексикографии.
Систематическое изучение башкирского языка началось в 20-е гг. XX века. Вклад в развитие башкирского языкознания и тюркской лингвистической науки внёс член-корреспондент АН СССР, академик Академии педагогических наук РСФСР проф. Н. К. Дмитриев (1898—1954). Главным его трудом явилась «Грамматика башкирского языка» (М.-Л., 1948) — первая научная академическая грамматика в истории башкирского языкознания. В 1950 году в Уфе монография была издана в переводе на башкирский язык.
Профессор Д. Г. Киекбаев одним из первых начал изучать научные проблемы башкирского и тюркского языкознания. Им написаны фундаментальные труды: «Фонетика башкирского языка», «Лексика и фразеология башкирского языка», «Введение в урало-алтайское языкознание», «Основы исторической грамматики урало-алтайских языков». Изучением грамматики башкирского языка занимался профессор Н. Х. Ишбулатов.
В Республике Башкортостан изучением грамматики башкирского языка занимаются на кафедре башкирского языкознания и этнокультурного образования Башкирского государственного университета (ныне Уфимский университет науки и технологий).
Порядок слов в башкирском предложении следующий: определения и подлежащие располагаются в начале, затем — обстоятельства, дополнения, сказуемое ставится в конце предложения.

## Части речи
В современном башкирском языке слова делятся на 5 классов:
1. знаменательные части речи (существительное, прилагательное, местоимение, числительное, глагол, наречие), которые в контексте и вне предложения имеют определённое значение и выполняют синтаксические функции отдельных членов предложения;
2. служебные части речи (союз, послелог, частица), выражающие различные грамматические отношения и служащие для связи слов в предложении или частей предложения;
3. модальные слова;
4. междометия;
5. подражательные слова.

### Имя существительное
Имя существительное отвечает на вопросы кем? («кто?») и «нимә?», ни? («что?»).
Существительные имеют категории числа (һан), падежа (килеш), принадлежности (эйәлек), предикативности (хәбәрлек), определённости и неопределённости (билдәлелек һәм билдәһеҙлек).

#### Падеж
| Падеж                  | Вопросы падежей                                             | Примеры        |
| ---------------------- | ----------------------------------------------------------- | -------------- |
| Именительный падеж     | кем? нимә? ни? – кто? что?                                  | ҡыҙ, баш       |
| Родительный падеж      | кемдең? нимәнең? ниҙең? – кого? чего?                       | ҡыҙҙың, баштың |
| Дательный падеж        | кемгә? нимәгә? нигә? ҡайҙа?                                 | ҡыҙға, башҡа   |
| Винительный падеж      | кемде? нимәне? ниҙе? (кем? нимә? ни?) – кого? что?          | ҡыҙҙы, башты   |
| Местно-временной падеж | кемдә? нимәлә? ниҙә? ҡасан? – где?                          | ҡыҙҙа, башта   |
| Исходный падеж         | кемдән? нимәнән? ниҙән? ҡайҙан? – от кого? от чего? откуда? | ҡыҙҙан, баштан |

#### Сказуемость
Особой категорией башкирского языка является сказуемость. Она выражается синтетически и аналитически: уҡытыусымын — мин уҡытыусы «я учительница». Форма сказуемости одновременно выражает и число: мин эшсе — эшсемен «я рабочий» (ед. ч.); беҙ эшсе — эшсебеҙ «мы рабочие» (мн. ч.).
Формы сказуемости в башкирском языке:
| Лицо | Окончание единств. числа | Примеры                        | Окончание множеств. числа                     | Примеры                                                                    |
| ---- | ------------------------ | ------------------------------ | --------------------------------------------- | -------------------------------------------------------------------------- |
| I.   | -мын, -мен, -мон, -мөн   | баймын, әсәмен, башҡортмон     | -быҙ, -беҙ, -боҙ, -бөҙ                        | байбыҙ, әсәбеҙ, башҡортбоҙ, төрөкбөҙ                                       |
| II.  | -һың, -һең, -һоң, -һөң   | байһың, көтөүсеһең, башҡортһоң | -һығыҙ, –һегеҙ, –һоғоҙ, -һегеҙ                | байһығыҙ, көтөүсеһегеҙ, башҡортһоғоҙ, төрөкһөгөҙ                           |
| III. |                          |                                | -лар, ләр, -тар, -тәр, -дар, -дәр, -ҙар, -ҙәр | балалар әсәләр, башҡорттар төрөктәр, ғалимдар көйәрмәндәр, байҙар үҫмерҙәр |

### Глагол
Глагол в башкирском языке обозначает действие или состояние предметов или явлений и отвечает на вопросы нимә (ни) эшләргә, нимә (ни) эшләй, нимә (ни) эшләне, нимә (ни) эшләй ине, нимә (ни) эшләй торғайны, нимә (ни) эшләр — «что делать, что сделать, что делает, что сделает, что делал, что сделал». Он употребляется в качестве сказуемого. Глаголы могут функционировать в роли основного и вспомогательного глагола.
Глаголы имеют следующие категории: времени, наклонения, числа, лица, залога, переходности-непереходности, отрицания, модальности.
В настоящее время в башкирском языке имеются следующие временные формы глагола:
- прошедшее определённое;
- прошедшее неопределённое;
- прошедшее незаконченное;
- предпрошедшее определённое;
- предпрошедшее неопределённое;
- давнопрошедшее определённое;
- давнопрошедшее неопределённое;
- настоящее;
- будущее определённое;
- будущее неопределённое.

### Имя прилагательное
Прилагательные обозначают признак предмета и отвечают на вопросы ниндәй «какой, какая, какое», ҡайһы «который?», ҡайҙағы, ҡасанғы «к какому времени относящийся».

### Наречие
Наречия обозначают признак действия, отвечают на вопросы нисек, ни рәүешле «как», ҡасан «когда», ҡайҙа «где», күпме, ни тиклем «сколько».
Наречия, как и прилагательные, имеют степени сравнения, образуемые аффиксами -раҡ, -рәк, -ыраҡ, -ерәк, -ораҡ, -өрәк: аҙ «мало» — аҙ-ыраҡ «немного», шәп «быстро» — шәб-ерәк «быстрее», күп «много» — күб-ерәк «больше».

### Числительное
Числительные обозначают количество предметов и отвечают на вопросы нисә, күпме «сколько» и имеют следующие разряды:
- количественные с нулевым показателем: бер «один», ике «два», утыҙ «тридцать»;
- порядковые образуются присоединением к количественным числительным аффиксов -нсы, -нсе, -ынсы, -енсе, -өнсө: бер «один» — бер-енсе «первый», ике «два» — ике-нсе «второй», өс «три» — өс-өнсө «третий», йөҙ «сто» — йөҙ-өнсө «сотый»;
- разделительные — с аффиксом -ар, -әр, -шар, -шәр, -ышар, -ешәр, -өшәр: бер «один» — бер-әр «по-одному», алты «шесть» — алты-шар «по шесть», йөҙ «сто» — йөҙ-әр «по сто»;
- собирательные числительные образуются только от числительных от одного до восьми и десять с помощью аффиксов -ау, -әү: бер — бер-әү «один», алты — ал-тау «шестеро», ете — ет-әү «семеро»;
- приблизительные — с аффиксом -лап, -ләп; -лаған, -ләгән: егерме-ләп, егермеләгән «около двадцати», йөҙ-ләп, йөҙ-ләгән «около ста»;
- дробные числительные образуются аналитическим способом: өстән бер «одна треть», бер бөтөн ундан өс‘одна «целая три десятых»;
- числительные меры образуются аффиксом -лы, -ле: етеле шәм «семилинейная лампа», өслө калуш «калоши третьего размера».

### Местоимение
Местоимения делятся на:
- личные (зат алмаштары): мин «я», һин «ты», ул «он, она, оно», беҙ «мы», һеҙ «вы», улар «они»;
- указательные (күрһәтеү алмаштары): был «этот», теге «тот», шул «тот», ошо «это, это самое», бынау «этот», анау «тот» и др.;
- вопросительные (һорау алмаштары): кем «кто», нимә «что», ҡайһы «который», нисек «как», нисәнсе «который», нисә «сколько», нисәшәр «по сколько», ниндәй «какой», ҡайҙа «где», күпме «сколько», ҡасан «когда»;
- определительные (билдәләү алмаштары): һәр, һәр кем, һәр береһе, һәр бер (нәмә, кем) «каждый», бөтә, бөтәһе, бары, барлығы «весь, всего», үҙе «сам», һәр кем «каждый» и др.;
- неопределённые (билдәһеҙлек алмаштары): әллә кем «кто-то», әллә нимә «что, что-то», әллә ниндәй «какой-то», әллә нисек «как-то», әллә ҡасан «давно», әллә ҡайҙа «где-то»;
- отрицательные (юҡлыҡ алмаштары) образуются сочетанием вопросительных местоимений со словами һис ибер: һис кем «никто», һис нәмә «ничто», бер кем «никто», бер нисек тә  «никак» и др.;
- притяжательные (эйәлек алмаштары): минең «мой», һинең «твой», уның «его, её», беҙҙең «наш», һеҙҙең «ваш», уларҙың «их».

### Союзы
Сочинительные союзы подразделяются на следующие подгруппы:
- соединительные (йыйыу теркәүестәре): һәм «и», тағы, тағы ла «также, опять, ещё»;
- противительные (ҡаршы ҡуйыу теркәүестәре): ә «а», ләкин «но, однако», тик «но»;
- разделительные (бүлеү теркәүестәре): йә «или», берсә «то»;
- разделительно-определительные (аныҡлау теркәүестәре): хатта «то, но», бәлки «то, либо, ибо».

Подчинительные (эйәртеү теркәүестәре) союзы имеют подгруппы:
- причинные (сәбәп теркәүестәре): сөнки «потому что, так как», шуға күрә «потому, потому что»;
- условные (шарт теркәүестәре): әгәр, әгәр ҙә «если»;
- сравнительные (сағыштырыу теркәүестәре): әйтерһең, әйтерһең дә «будто, как будто»;
- изъяснительные: тимәк «значит»; йәғни «то есть».

### Частицы
Частицы башкирского языка подразделяются на:
- вопросительные (һорау киҫәксәләре): -мы икән, -ме икән, -мо икән, -мө икән «ли»;
- ограничительные (сикләү киҫәксәләре): ғына, генә, ҡына, кенә «только»; уҡ, үк «же»;
- усилительные (көсәйтеү, раҫлау киҫәксәләре): та, тә; да, дә; ҙа, ҙә; ла, лә «и»; да баһа, ҙа баһа, ла баһа, та баһа, даһа, ҙаһа, таһа «же»;
- предположительные (икеләнеү киҫәксәләре): -дыр, -дер, -дор, -дөр, -ҙыр, -ҙер, -ҙор, -ҙөр, -лыр, -лер, -лор, -лөр, -тыр, -тер, -тор, -төр «видимо, вероятно, по-видимому»;
- подтвердительные (раҫлау киҫәксәләре): да баһа, ҙа баһа, ла баһа, та баһа, даһа, таһа, лаһа, бит «ведь»;
- просьбы (үтенеү киҫәксәләре): -сы, -се, -со, -сө «-ка, пожалуйста».

В зависимости от положения по отношения к сочетающемуся слову выделяют частицы:
- препозитивные, находящиеся перед словом: иң ябай («самый простой»), бик күп («очень много»);
- постпозитивные — после слова: хәҙер үк («сейчас же»), кескәй генә («крохотный»).

### Междометия
Междометия или слова, выражающие чувства в башкирском языке, как и в русском, бывают простые (ә-ә-ә, и-и-и, у-у-у) и сложные (ай-һай, уй алла).